# Rumble (bedrijf)
Rumble is een Canadees bedrijf en videoplatform dat werd opgericht door Chris Pavlovski in 2013. Daarnaast biedt het bedrijf ook webhosting en clouddiensten aan. Het internationale hoofdkantoor is gelegen in Toronto, Ontario, en het Amerikaanse hoofdkantoor in Longboat Key, Florida.

## Geschiedenis
Rumble werd door Chris Pavlovski in 2013 opgericht als een alternatief voor YouTube. Pavlovski richtte het platform op nadat hij merkte dat Google prioriteit gaf aan influencers op YouTube en niet aan kleinere creators. In de beginjaren bestond de inhoud op Rumble grotendeels uit virale video's en nieuws uit reguliere mediabronnen, evenals video's van kinderen en dieren. Het platform groeide aanzienlijk tijdens de COVID-19-pandemie, met maandelijkse bezoekers die stegen van 1,6 miljoen in 2020 tot 31,9 miljoen in 2021. Rumble heeft haar eigen cloudservice-infrastructuur en videostreamingcapaciteit, en werd in september 2022 een beursgenoteerd bedrijf.
Sinds november 2022 is Rumble geblokkeerd in Frankrijk, nadat het weigerde te voldoen aan de eis om Russische staatsmedia-accounts te verwijderen.

## Antitrustzaak tegen Google
Op 11 januari 2021 spande Rumble een antitrustzaak aan tegen Google wegens het manipuleren van zoekresultaten en eiste een schadevergoeding van meer dan $2 miljard. Rumble beweert dat Google zijn algoritme manipuleert om de zoekresultaten van YouTube voorrang te geven boven die van Rumble. De zaak is aanhangende sinds augustus 2022.